# Dunluce Castle
Dunluce Castle är en medeltida borgruin i Storbritannien. Den ligger i grevskapet Antrim i riksdelen Nordirland, 78 km nordväst om Belfast.
Dunluce Castle ligger 52 meter över havet. Runt Dunluce Castle är det ganska glesbefolkat, med 43 invånare per kvadratkilometer. Närmaste större samhälle är Coleraine, 9 km sydväst om Dunluce Castle. Trakten runt Dunluce Castle består i huvudsak av gräsmarker.